# Tierra Abajo
Tierra Abajo är en ort i Mexiko.   Den ligger i kommunen Santa Ana Ateixtlahuaca och delstaten Oaxaca, i den sydöstra delen av landet, 270 km sydost om huvudstaden Mexico City. Tierra Abajo ligger 1 363 meter över havet och antalet invånare är 105.
Terrängen runt Tierra Abajo är bergig åt nordost, men åt sydväst är den kuperad. Terrängen runt Tierra Abajo sluttar österut. Runt Tierra Abajo är det tätbefolkat, med 369 invånare per kvadratkilometer. Närmaste större samhälle är Huautla de Jiménez, 12,0 km söder om Tierra Abajo. I omgivningarna runt Tierra Abajo växer i huvudsak städsegrön lövskog.